# Mückensee

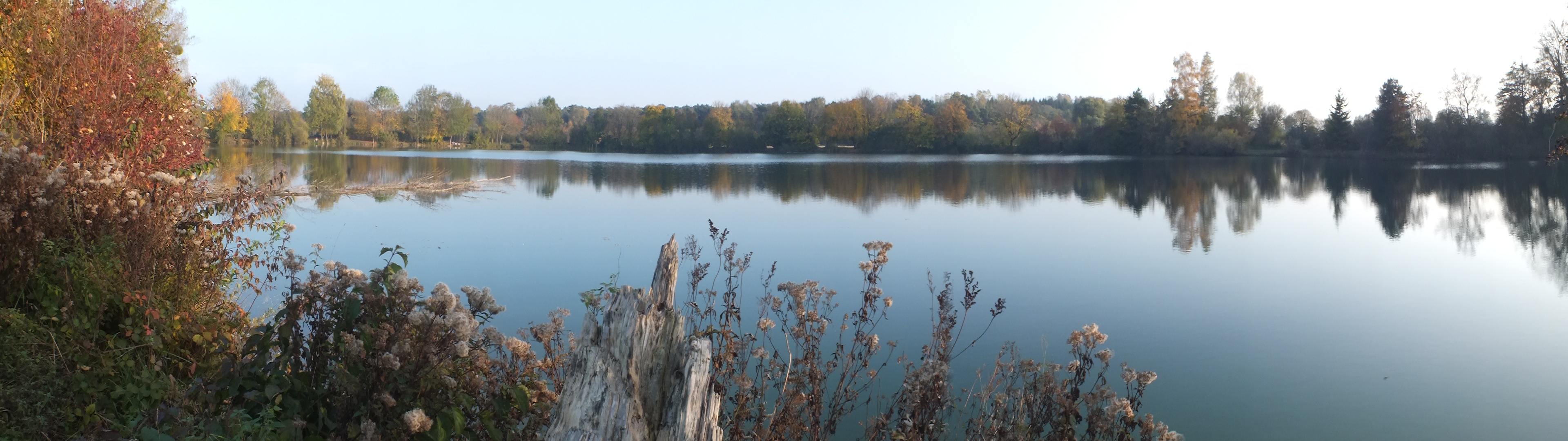
Mückensee

Der Mückensee ist ein Baggersee im nordöstlichen Gemeindegebiet von Karlsfeld. Er liegt auf einer Meereshöhe von 480 Metern, ist rund 280 Meter lang und bis zu 155 Meter breit, bei einer Fläche von 3,4 Hektar.
Er liegt nördlich des Naturschutzgebietes Schwarzhölzl im Landschaftsschutzgebiet Amperauen mit Hebertshauser Moos und Inhauser Moos.
Der See ist Teil des Münchner Grüngürtels.